# Bévilard
Bévilard est une localité et une ancienne commune suisse du canton de Berne, située dans la vallée de Tavannes (l'Orval), dans l'arrondissement administratif du Jura bernois. Elle fait désormais partie de la commune fusionnée de Valbirse.

## Géographie
Le village de Bévilard se trouve dans la vallée de Tavannes, le long du cours de la Birse, à 8 km à vol d’oiseau de Moutier. Son territoire s’élève de chaque côté de la vallée, le point le plus haut se situant sur la chaîne de Montoz, à 1 327 mètres d’altitude.

## Histoire

Photo aérienne (1958)

Le nom du village apparaît pour la première fois en 1182, sous le nom de Bevilard, dans un document du pape Lucius III. D'après un acte de 1463, Bévilard était d'abord une filiale de la paroisse de Minvilier (ou Mévilier), village aujourd'hui disparu, situé entre Court et Sorvilier.
Samuel d'Aubigné, cousin de Madame de Maintenon, y fut pasteur de 1695 à 1711.
De 1797 à 1815, Bévilard a fait partie de la France, au sein du département du Mont-Terrible, puis, à partir de 1800, du département du Haut-Rhin, auquel le département du Mont-Terrible fut rattaché. Par décision du congrès de Vienne, le territoire de l’ancien évêché de Bâle fut attribué au canton de Berne, en 1815.
Les plébiscites des années 1970 ont permis aux habitants de Bévilard d'exprimer clairement son appartenance au canton de Berne et de refuser de rejoindre le futur canton du Jura.
En novembre 2000, le corps électoral de Bévilard a refusé la fusion avec la commune voisine de Malleray. Le projet de fusion avait été approuvé par les citoyennes et citoyens de Malleray.
Le 22 septembre 2013, le projet de fusion dans Valbirse avec les communes de Court, Malleray, Pontenet et Sorvilier est refusé à la suite du rejet de Court. Un nouveau vote de fusion avec Malleray et Pontenet est accepté le 18 mai 2014. La commune de Valbirse voit le jour le 1er janvier 2015.
Les familles Annoni, Charpié, Charpilloz, Flotiront Sauvant et Girod sont originaires de Bévilard.

## Population

### Gentilés et surnoms
Les habitants de la commune se nomment les Bégueutz ou les Bégueuts. Ce gentilé serait toutefois peu usité de nos jours.
Les habitants de la commune sont surnommés les Gargueules ou les Garguercles, soit les crottes de chèvres en patois franc-comtois.
Les habitants de la localité de Blignoud (ou Blignou) se nomment les Blégnons et sont surnommés lé Pétoli en patois franc-comtois.

### Démographie
La commune compte 152 habitants en 1770/1771, 200 en 1818, 294 en 1850, 652 en 1900, 1130 en 1950, 1952 en 1970 et 1666 en 2000.

## Économie
Jusqu'à la deuxième moitié du XIXe siècle, Bévilard est demeuré un village rural, voué exclusivement aux professions paysannes et artisanales. L'industrie est apparue avec l'ouverture de la ligne de chemin-de-fer Bienne-Moutier, en 1876.
Depuis lors, la localité a connu un essor économique avec le développement d'entreprises mécaniques et horlogères. À la suite des récessions économiques de la fin du XXe siècle, elle a perdu de son importance comme place industrielle et horlogère. Plusieurs entreprises y sont toujours implantées, comme la fabrique de machines Schaüblin et la fabrique de composants mécaniques Helios.

## Personnalités
- Mario Annoni, homme politique, juriste de formation, préfet du district de La Neuveville puis conseiller d'État bernois durant 16 ans
- Bernard Romy, réalisateur TV[8]
- Jean-Jacques Schumacher, professeur et homme politique[9]

## Curiosités
- Église réformée, reconstruite en 1715-16, possédant un clocher frontal incorporé en pierres de taille surmonté d'un bulbe.

## Transports
- Sur la ligne ferroviaire Sonceboz-Sombeval – Moutier (– Solothurn) ; gare de Malleray-Bévilard.
- Autoroute A16 sortie Loveresse.